# 最上川美術館
最上川美術館（もがみがわびじゅつかん）は、山形県村山市にある美術館。

## 概要
2004年に村山市市制50周年記念事業として開館。かつて存在した大淀尋常小学校の跡地に建設された。山形県を流れる最上川の景勝を生涯描き続けた洋画家、真下慶治（1914年 - 1993年）の作品を展示している。本美術館には200点収蔵されており、その中から季節やテーマに合わせ展示を行っている。企画展だけでなく常設展もしている。
美術館の眼下には最上川が流れており、テラスからは最上川を眺望することができ、"やまがた景観 物語おすすめビューポイント33"の1つにも選ばれている。

## 沿革
- 2004年（平成16年）11月 - 真下慶治記念美術館として開館。
- 2012年（平成24年） - 第13回公共建築賞優秀賞を受賞[2][5]。
- 2016年（平成28年）1月1日 - 名称が現在の最上川美術館へと変更される[1]。

## 施設概要
木造となっており、地元の杉材や楯山石（たてやまいし）が使用されている。
- 建築設計：髙宮眞介
- 敷地面積：4,220m2
- 床面積：723.6m2

## 利用案内

### 【開館時間】
・ 9:00～17:00 (入館は16時30分まで)

### 【休館日】
・水曜日(祝日及び振替休日と重なる場合は翌日）
・年末年始
上記以外の日でも展示替等により臨時休館になる場合あり。

### 【入館料】
・大人３００円　・団体（８名以上）２５０円
・高校生以下無料　・その他　JAF、SD等割引有り

### 【アクセス】
・JR東日本村山駅からタクシーで約10分。